# 252
252 је била преступна година.

## Догађаји
- Цезар Гај Вибије Требонијан Гал и цар Цезар Гај Вибије Атеније Гал Велдумнијан Волусијан су римски конзули.
- Епидемија куге. Смрт Хостилијана.
- Персијски шах Шапур III из Сасанидске династије уништио је Дербент.
- Битка код Барбалисоса: Краљ Шапур I побеђује римску војску (око 70.000 људи) код Барбалисоса у Сирији
- Шапур I гуши устанак у Хорасану (Иран и Туркменистан) и поново се придружује својој војсци.
- Шапур I напада Јерменију и поставља Артавазда VI за новог јерменског краља.
- Грузија се мирно предаје Шапуру I и постаје вазал Сасанидског царства.
- Сун Лианг наслеђује свог оца Сун Ћуана као цара кинеске државе Источни Ву.
- Папа Корнелије је прогнан у Чивитавекију од стране цара Требонијана Гала.

## Смрти
- Википедија:Непознат датум — Свети мученик Философ - хришћански светитељ.